# Zykowka (obwód kurski)
Zykowka (ros. Зыковка) – wieś (ros. деревня, trb. dieriewnia) w zachodniej Rosji, centrum administracyjne sielsowietu glebowskiego w rejonie fatieżskim (obwód kurski).

## Geografia
Miejscowość położona jest nad ruczajem Szmarnyj (lewy dopływ Usoży w dorzeczu Swapy), 7 km na wschód od centrum administracyjnego rejonu (Fatież), 41 km na północny zachód od Kurska, 7 km od drogi magistralnej (federalnego znaczenia) M2 «Krym» (część trasy europejskiej E105).
We wsi znajdują się 74 posesje.
Klimat
Miejscowość, jak i cały rejon, znajduje się w strefie klimatu kontynentalnego z łagodnym ciepłym latem i równomiernie rozłożonymi opadami rocznymi (Dfb w klasyfikacji klimatów Köppena).

## Demografia
W 2010 r. wieś zamieszkiwały 142 osoby.